# Taltal
Taltal è un comune del Cile della provincia di Antofagasta nella Regione di Antofagasta. Al censimento del 2002 possedeva una popolazione di 11.100 abitanti

## Società

### Evoluzione demografica
| Censimento del 1992 | Censimento del 2002 |
| 10.852 ab.          | 11.100 ab.          |